# Mike Hill (Bischof)

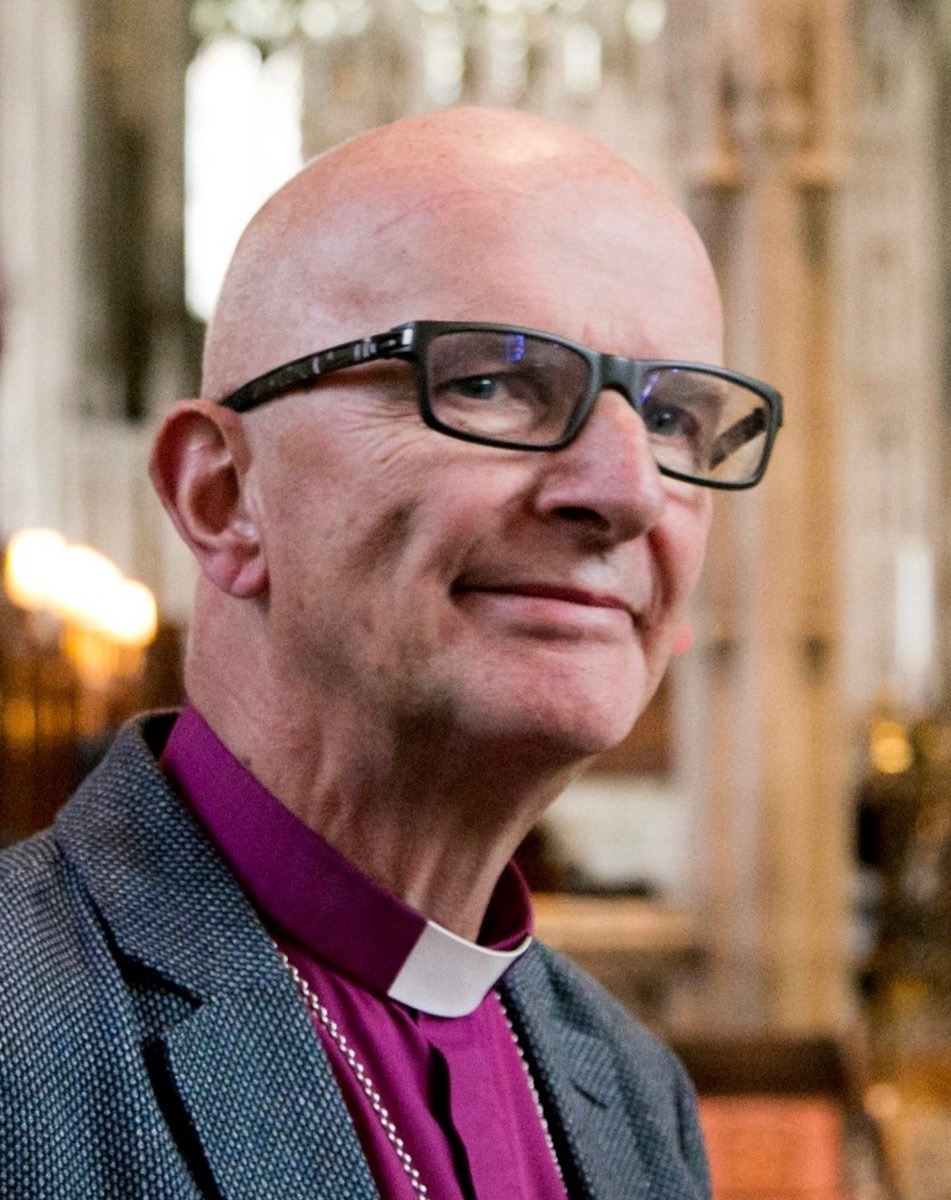
Mike Hill, 2018

Michael Arthur „Mike“ Hill (* 17. April 1949 in Manchester) ist ein britischer anglikanischer Geistlicher. Er war von 2003 bis 2017 Bischof von Bristol.

## Leben und Karriere
Hill wurde am 17. April 1949 in Manchester als Sohn von Arthur und Hilda Hill geboren. Seine Eltern waren Unternehmer, seine Mutter war deutsch-jüdischer Abstammung und sein Vater Amerikaner. Hill hat eine Schwester. Seit seiner Kindheit interessierte er sich für Fußball. Er besuchte die Wilmslow County Grammar School. Der christliche Glaube spielte in seiner Jugend keine Rolle. Er besuchte mit 18 Jahren zum ersten Mal eine Kirche.
Er bekam ein Diplom in Wirtschaftslehre am North West Cheshire College of Further Education. Danach arbeitete er für einige Zeit als Angestellter in der Druckindustrie. In den frühen 1970er Jahren ging er für ein Jahr in die Scargill Community, um sich zu prüfen, ob er für ein Priesteramt in der Church of England geeignet sei.
Dort lernte er seine spätere Ehefrau Anthea kennen, eine Krankenschwester, die in Afrika gelebt hatte. Sie heirateten 1973. In Cambridge wurde später ihr erstes Kind geboren. Innerhalb der nächsten zehn Jahre folgten vier weitere Kinder.
Ab 1974 besuchte Hill das Fitzwilliam College und das Ridley Hall College in Cambridge. Zwischen 1977 und 1981 war Hill Kurat von St. Mary Magdalene, in Addiscombe, Croydon. In den folgenden beiden Jahren war er Kurat an der St. Pauls-Kirche in Slough.
Von 1983 bis 1990 war er amtierender Kurat (Priest in charge) von St. Leonards, Chesham Bois. In dieser Zeit wurde Hill stark von der unabhängigen US-amerikanischen Kirchengemeinde der Willow Creek Community Church geprägt; er wurde dann auch erster Präsident der Willow Creek Association (UK). Von 1990 bis 1992 war er anschließend ordentlicher Pfarrer in Chesham Bois. Gleichzeitig übernahm er von 1989 bis 1992 das Amt des Landdekans von Amersham.
Von 1992 bis 1998 war Hill Erzdiakon von Berkshire und zog mit seiner Familie nach Newbury. Von 1998 bis 2003 war er als Bischof von Buckingham Suffraganbischof in der Diözese Oxford. Seine Frau Anthea arbeitete in dieser Zeit als Krankenschwester in der Palliativpflege.
Hill wurde 2003 der 55. Bischof von Bristol. Während seines Kirchenamtes setzte er sich insbesondere für eine Zunahme der Kirchenmitgliederzahlen in seiner Diözese ein. Ende September 2017 ging Hill in den Ruhestand. Seine Nachfolgerin wurde Vivienne Faull.
Er war Mitglied im Vorstand und im Aufsichtsrat mehrerer Wirtschaftsunternehmen, außerdem Direktor verschiedener Schulen und arbeitete in mehreren Kirchengremien mit. Er war außerdem seit 2009 Präsident der Church Pastoral Aid Society (CPAS), einer führenden Missionsagentur der Anglikanischen Kirche, die hauptsächlich in Großbritannien und Irland tätig ist.

## Mitgliedschaft im House of Lords
Ab 2009 gehörte Hill als Geistlicher Lord dem House of Lords an. Er wurde dort am 16. Juli 2009 eingeführt und leistete seinen Amtseid in Begleitung des Bischofs von Newcastle, Martin Wharton, und des Bischofs von Bath and Wells, Peter Price. Seine Mitgliedschaft im House of Lords endete am 30. September 2017.

## Privates
Michael Hill betreibt einen eigenen Blog. In einem Interview mit Church Times gab Michael Hill an, dass er sich sehr für Sport interessiere, insbesondere für Tennis, Rugby und Fußball. Er ist Fan von Manchester United. In seiner Freizeit liest er gerne Kriminalromane von Henning Mankell.